# Хавиер Савиола
Хавиер Педро Савиола (на испански Javier Pedro Saviola) е аржентински футболист, нападател на португалския Бенфика и Аржентинския национален отбор. Савиола е добре познат със своята скорост. Той е и един от малкото играчи играли за Барселона, а после и за Реал Мадрид. Хавиер е и най-младият играч, споменат във ФИФА 100, класацията на Пеле за 125-те най-добри футболисти. Заради испанските му предци, нападателят притежава и испанска националност. Играе с националния си отбор на Копа Америка през 2004 и на Световното първенство по футбол през 2006 в Германия.